# مردمان قفقازی در ایران
امروزه گروه‌های بسیاری از مردم سرزمین قفقاز یا مردمان قفقازی در ایران زندگی می‌کنند. آن‌ها شامل:
- مهاجران از قفقاز جنوبی و شمالی که بیشتر به دلیل سیاست‌های صفوی‌ها، قاجاری‌ها، جنگ‌های ایران و روسیه و جنگ قفقاز به ایران آمده‌اند:
  - چرکس‌ها (شامل آبخازی‌ها، کاباردی‌ها، آبازین‌ها و اوبیخ‌ها): پس از پایان شورش چرکس‌ها در سال ۱۸۶۴ که موجب مهاجرت آن‌ها از قفقاز شمالی شد، گروه‌های کوچکی از چرکس‌ها در قلمرو ایران ساکن شده بودند. با این وجود حضور اکثر قریب به اتفاق چرکس‌ها در ایران به دوره صفوی و قاجاری بازمی‌گردد. به چرکس‌ها در ایران نیز بنگرید.
  - چچنی‌ها که در زمان شاه عباس بزرگ به مناطق مختلف ایران نظیر مهردشت کوچانده شدند به چچنی‌های ایران بنگرید
  - داغستانی‌ها. که لاک‌ها از شناخته‌شده‌ترین آن‌ها هستند.[۱]
- بومیان قفقاز جنوبی:
  - کارتولی‌زبانان:
    - مردم گرجی (گرجی‌های ایران): گرجی‌های مسیحی در دوره‌های صفوی و قاجاری هنگامی که قفقاز بخشی از سرزمین‌های ایرانی بود، به صورت گروهی در مناطق مرکزی ایران مستقر شدند. صدها هزار نفر از گرجی‌ها از دوره شاه تهماسب و به ویژه در دوره شاه عباس توسط صفوی‌ها به مناطق مختلف ایران از جمله اصفهان، مازندران و گیلان نقل مکان کردند.[۲] همچنین در قرن نوزدهم در پی فتح قفقاز توسط روسیه، دوباره گروه‌هایی از آن‌ها به ایران مهاجرت کردند. این وضعیت تا دوره قاجار که ایران برای همیشه سرزمین‌های قفقازی خود از دست داد، ادامه داشت (جنگ‌های ایران و روسیه را ببینید). امروزه گزارش می‌شود که تمام گرجی‌های ایرانی پیرو مذهب شیعه هستند.[۳] گرجی‌ها نقش مهمی در توسعه اقتصاد صنعتی ایران، تقویت ارتش آن و آبادانی شهرهای نوبنیاد در نقاط مختلف ایران داشتند.

  - مردم ارمنی (ارمنی‌های ایران)
  - مردم آذری (آذری‌های ایرانی)

## مهاجران قفقازی
ایران و امپراتوری روسیه دارای ۵ جنگ در طول تاریخ هستند (بدون در نظر گرفتن اشغال ایران در جنگ جهانی دوم). ایران در پایان این جنگ‌ها سرزمین‌های گسترده و غالباً فارسی‌زبان و مسلمان‌نشین خود را، از داغستان در شمال قفقاز گرفته تا نخجوان، جمهوری آذربایجان و ارمنستان امروزی در جنوب آن، طبق پیمان‌های گلستان و ترکمانچای از دست داد. روس‌ها نیز بسیاری از ساکنان این سرزمین‌های تحت حاکمیت ایران را کشتند و افراد نجات یافته به ایران یا عثمانی فرار کردند.